# Live at Rockpalast 1983
Live at Rockpalast 1983 — концертный альбом британской группы Public Image Ltd, вышедший в 2012 году. Сам концерт был сыгран 31 октября 1983 года в бохумском клубе Zeche для музыкальной телепрограммы Rockpalast немецкого телеканала WDR. Альбом был выпущен на виниле, как 3-х 12-дюймовых пластинки, на CD и DVD с самим выступлением.
На концерте были исполнены песни с первых трёх альбомов группы, к тому же группа сыграла две, пока ещё не выпущенных к моменту выступления, песни с нового альбома — «Solitaire» и «Bad Life». Также была исполнена песня Sex Pistols — «Anarchy in the U.K.».

## Список композиций
| №   | Название                    | Автор(ы)                                            | Длительность |
| --- | --------------------------- | --------------------------------------------------- | ------------ |
| 1.  | «Public Image I»            | Джон Лайдон, Джим Уокер, Джа Уоббл, Кит Левен       | 3:22         |
| 2.  | «Annalisa»                  | Джон Лайдон, Джим Уокер, Джа Уоббл, Кит Левен       | 3:54         |
| 3.  | «Religion»                  | Джон Лайдон, Джим Уокер, Джа Уоббл, Кит Левен       | 5:12         |
| 4.  | «Memories»                  | Джон Лайдон, Джим Уокер, Кит Левен, Ричард Дудэнски | 4:41         |
| 5.  | «Flowers of Romance»        | Джон Лайдон, Кит Левен                              | 5:19         |
| 6.  | «Solitaire»                 | Джон Лайдон, Кит Левен, Мартин Аткинс               | 2:58         |
| 7.  | «Chant»                     | Джон Лайдон, Джим Уокер, Кит Левен, Ричард Дудэнски | 3:22         |
| 8.  | «Anarchy in the U.K.»       | Джонни Роттен, Глен Мэтлок, Пол Кук, Стив Джонс     | 3:10         |
| 9.  | «(This Is Not A) Love Song» | Джон Лайдон, Кит Левен, Мартин Аткинс               | 4:41         |
| 10. | «Low Life»                  | Джон Лайдон, Джим Уокер, Джа Уоббл, Кит Левен       | 3:32         |
| 11. | «Under the House»           | Джон Лайдон, Кит Левен, Мартин Аткинс               | 5:43         |
| 12. | «Bad Life»                  | Джон Лайдон, Кит Левен, Мартин Аткинс               | 4:33         |
| 13. | «Public Image II»           | Джон Лайдон, Джим Уокер, Джа Уоббл, Кит Левен       | 3:16         |

## Участники записи
Приведены по сведениям базы данных Discogs.
Музыканты:
- Джон Лайдон — вокал
- Джозеф Гуида — гитара
- Артур Стед — клавишные
- Луи Бернарди — бас
- Мартин Аткинс — ударные